# Robert Crosbie
Robert Crosbie (* 10. Januar 1849 in Montréal, Kanada; † 25. Juni 1919 in Monterey, Cal. USA) war ein kanadisch/US-amerikanischer Theosoph und Gründer der United Lodge of Theosophists (ULT).

## Leben und Wirken

### Kindheit und Jugend
Crosbie wurde am 10. Januar 1849 in Montréal geboren. Sein Vater war Inspektor bei der Hudson’s Bay Company (HBC) und die meiste Zeit des Jahres auf Reisen. Die Mutter, welche dadurch die Erziehung Crosbie's zum größten Teil übernahm, war Gesellschafterin der Ehefrau des Direktors der HBC. In seinen späteren Jugendjahren beschäftigte er sich mit Mesmerismus, Hellsehen, Hypnose und Telepathie, fand jedoch keinen großen Gefallen daran.

### Ehe, Kinder und Beruf
1869 eröffnete Crosbie mit einem älteren Partner ein Schuh- und Lederwarengeschäft in Montréal. Gemeinsam verkauften sie 1886 das Unternehmen, zogen nach Boston im US-amerikanischen Bundesstaat Massachusetts, und gründeten dort mit dem Verkaufserlös einen neuen Betrieb in der gleichen Branche.
Kurz nach Eröffnung seines ersten Geschäftes, heiratete er in Montréal die Tochter seines Geschäftspartners, aus dieser Verbindung gingen mehrere Töchter hervor. Die Ehe war jedoch nicht glücklich und nach dem Umzug nach Boston, verschlechterte sich die Beziehung noch weiter. 1892 zog Crosbie aus dem gemeinsamen Wohnhaus aus, ab diesem Zeitpunkt lebten sie getrennt, einige Jahre später wurde die Ehe geschieden. In dieser Zeit verkaufte er seinen Geschäftsanteil, da auch die Zusammenarbeit mit seinem Partner, der ja sein Schwiegervater war, durch die Trennung gelitten hatte. Mit einem Teil des Verkaufserlöses versorgte er nun die Ex-Frau und die Kinder, auch das Wohnhaus überschrieb er ihnen. Später brannte das Wohnhaus ab, wobei sowohl Ex-Frau als auch Kinder umkamen.
Mit der verbliebenen Summe aus dem Anteilsverkauf erwarb Crosbie wiederum ein Lederwarengeschäft, das er nun alleine führte und nach und nach ausbaute. Am 10. April 1900 heiratete er ein zweites Mal, dieser Ehe mit Josephine Parsons entstammten 2 Kinder. Sowohl seine zweite Frau als auch die beiden Kinder traten später der United Lodge of Theosophists (ULT) bei und arbeiteten aktiv am Aufbau der Organisation mit.

### In der Theosophischen Gesellschaft

#### Präsident der Loge in Boston
Nach seinem Umzug nach Boston kam Crosbie in Kontakt mit der dortigen Loge der Theosophischen Gesellschaft (TG), fand Gefallen an der Theosophie und trat am 5. Juni 1888 der TG bei. Im selben Jahr noch wurde er in die Esoterische Sektion der TG aufgenommen, 1889 Sekretär der Boston-Loge und 1892 deren Präsident. Als sich am 28. April 1895 die TG in die Adyar-TG unter Henry Steel Olcott und die Theosophische Gesellschaft in Amerika (TGinA) unter William Quan Judge spaltete, war Crosbie, und damit die Boston-Loge, auf der Seite Judge’s, mit dem ihn auch eine persönliche Freundschaft verband. 1900 übersiedelte das Hauptquartier der TGinA unter ihrer neuen Präsidentin Katherine Tingley von New York nach Point Loma in Kalifornien, wo ein theosophisches Weltzentrum rund um Lomaland im Entstehen war.

#### Umzug nach Lomaland
Einem Wunsch Tingleys entsprechend, übersiedelte Crosbie mit seiner Familie um 1902 nach Lomaland, um am Aufbau der dortigen Community mitzuwirken. Dazu gab er die Präsidentschaft der Boston-Loge auf und verkaufte seinen Betrieb. Den Erlös aus dem Verkauf sowie sein gesamtes Vermögen investierte er in die Entwicklung von Lomaland. Doch bereits 1904 kam es zum Bruch mit Tingley und der TGinA, die Gründe dafür sind nicht bekannt, schriftliches Material der Öffentlichkeit nicht zugänglich, auch zeigte sich bis heute (2006) keine beteiligte Seite diesbezüglich zu einer Auskunft bereit, doch dürften Meinungsunterschiede über die Entwicklung der Theosophie unter Tingley eine Rolle gespielt haben. Er verließ daraufhin mit seiner Familie die Community, ohne Geld, da er das eingesetzte Kapital nicht wieder zurückbekam.

### Die United Lodge of Theosophists

#### Vorgeschichte
Crosbie, nun mittellos, ging mit seiner Familie nach South Pasadena, wo er als Buchhalter Arbeit und Auskommen fand. Hier gründete er 1906 mit einigen interessierten Wohnungsnachbarn eine theosophische Studiengruppe, welche gemeinsam Werke von Helena Blavatsky und William Quan Judge las. Kurz darauf erhielt er von Ernest T. Hargrove und seiner Theosophischen Gesellschaft in Amerika (Hargrove) (TGinA-Hargrove) eine Stiftungsurkunde zur Gründung einer Loge in Los Angeles. Damit war die kleine Crosbie-Gruppe nun offizielles Mitglied einer Theosophischen Gesellschaft. Als 1907 in der TGinA-Hargrove der Gedanke auftauchte, den Namen auf The Theosophical Society zu ändern, rief dies den Unmut von Crosbie und anderen Mitgliedern hervor. Sahen sie doch die TGinA-Hargrove keineswegs als den rechtmäßigen Nachfolger und Bewahrer der theosophischen Tradition. Obwohl die Namensänderung noch gar nicht vollzogen war, entwarf er mit 7 weiteren Mitgliedern eine Declaration of the United Lodge of Theosophists. Diese sah die Gründung der United Lodge of Theosophists (ULT) vor, welche ausschließlich und genau auf den Gedanken von Blavatsky und Judge aufbauen sollte.

#### Gründung der ULT
Am 17. November 1908 veröffentlichte Crosbie seine Gedanken in einem Rundschreiben To all open-mindet Theosophists und am 18. Februar 1909 wurde die ULT in Los Angeles gegründet. Die einzige Grundlage der neuen Organisation bildete die Declaration. Es gab, im Gegensatz zu anderen Theosophischen Gesellschaften, keinen Präsidenten oder Leiter an der Spitze der ULT, vielmehr waren alle Mitglieder, auch Crosbie, gleichberechtigt. Der einzige Zweck und Zusammenhalt der Gruppe, bildete die Hingabe an die Theosophie.
Im November 1912 rief er die Zeitschrift Theosophy, als Publikationsorgan der ULT, ins Leben und fungierte auch als Herausgeber. In diesem Jahr gründete er auch die erste (ULT-)Theosophische Schule, diese entsprach etwa der Esoterischen Sektion der anderen TG's. 1916 konnte er 2 neue Logen, mit angeschlossener Schule, eröffnen, eine in San Francisco, eine in Berkeley.

## Tod und Nachfolge
Robert Crosbie starb am 25. Juni 1919 in den USA. Gemäß der Declaration war er selbst nur einfaches Mitglied der ULT gewesen, in diesem Sinne gab es keinen „offiziellen“ Nachfolger. De facto galt jedoch zu seinen Lebzeiten sein Wort und seine Meinung als richtungsweisend. Eine ähnliche Bedeutung und damit Tonangebend war nach seinem Tod Bahman Pestonji Wadia.

## Werke
- The friendly philosopher, Letters and talks on theosophy and the theosophical life. The Theosophy company, Los Angeles 1934